# كيث روكر
كيث روكر (بالإنجليزية: Keith Rucker)‏ هو لاعب كرة قدم أمريكية أمريكي، ولد في 20 نوفمبر 1968 في يونيفرسيتي بارك في الولايات المتحدة.

## وصلات خارجية
- كيث روكر على موقع مرجع كرة القدم المحترفة.كوم (الإنجليزية)